# The Prodigy
The Prodigy je anglická elektronická hudební skupina založená v Braintree v roce 1990 producentem, klávesistou a skladatelem Liamem Howlettem. Na vrcholu svého kritického a komerčního úspěchu skupinu dále tvořili MC a zpěvák Maxim, tanečník a příležitostný živý klávesista Leeroy Thornhill a tanečník a zpěvák Keith Flint. Server AllMusic popsal The Prodigy jako „nejvýznamnější taneční skupinu pro alternativní masy“ a „kmotry rave scény“. Skupina sama popisuje svůj styl jako electronic punk.
Skupina se objevila během undergroundové rave scény a dosáhla raného úspěchu v roce 1991 se svými debutovými singly „Charly“ a „Everybody in the Place“, které se dostaly do první pětky britské hitparády. Po debutovém albu Experience (1992) se skupina vzdálila od svých rave kořenů a do svého následného alba Music for the Jilted Generation (1994), které bylo kriticky velmi uznávané, začlenila prvky techna, breakbeatu a rocku. Komerčního i kritického vrcholu dosáhli třetím studiovým albem The Fat of the Land (1997), které se umístilo na 1. místě ve 16 zemích, včetně Spojeného království a USA, a dalo vzniknout britským singlům číslo jedna „Firestarter“ a „Breathe“ v roce 1996. Třetí singl „Smack My Bitch Up“ se stal hitem v top 10 ve Velké Británii a vyvolal značnou kontroverzi kvůli sugestivnímu textu a videoklipu. Thornhill skupinu opustil v roce 2000 a Flint, který 4. března 2019 ve svých 49 letech spáchal sebevraždu.; Howlett a Maxim jsou jediní dva původní členové, kteří ve skupině zůstávají.
The Prodigy jsou jednou z nejúspěšnějších elektronických skupin všech dob s odhadovaným prodejem 25 milionů nosičů po celém světě, včetně více než 4,7 milionu alb ve Spojeném království. Mají na kontě sedm po sobě jdoucích britských alb číslo jedna. Skupina během své kariéry získala mnoho ocenění, včetně dvou cen Brit Award za nejlepší britský taneční akt, tří cen MTV Video Music Awards, pěti cen MTV Europe Music Awards a dvou nominací na cenu Grammy.
Spolu s umělci The Chemical Brothers a Fatboy Slim patří k průkopníkům žánru, který se nazývá „big beat“ (neplést s podžánrem hudebního stylu beat ze 60. let 20. století).

## Diskografie

### Studiová alba
- 1992 Experience (LP, CD, MC)
- 1994 Music for the Jilted Generation (LP, CD, MC)
- 1997 The Fat of the Land (LP, CD, MC)
- 2004 Always Outnumbered, Never Outgunned (LP, CD)
- 2009 Invaders Must Die (LP, CD)
- 2015 The Day Is My Enemy (LP, CD)
- 2018 No Tourists

### Koncertní alba
- 2011 Worlds On Fire

### EP
- 1991 What Evil Lurks
- 1995 Voodoo People
- 2002 Baby's Got a Temper
- 2009 Lost Beats

### Kompilace
- 1999 The Dirtchamber Sessions Volume One
- 2005 Their Law: The Singles 1990-2005

### Singly
- 1991 Charly
- 1991 Everybody in the Place
- 1992 Fire/Jericho
- 1992 Out of Space
- 1993 Wind It Up (Rewound)
- 1993 One Love
- 1994 No Good (Start the Dance)
- 1994 Voodoo People
- 1995 Poison
- 1996 Firestarter
- 1996 Breathe
- 1997 Smack My Bitch Up
- 2002 Baby's Got A Temper
- 2004 Girls/Memphis Bells
- 2004 Girls
- 2004 Hotride
- 2005 Spitfire
- 2005 Voodoo People (Pendulum Remix)/Out of Space (Audio Bullys Remix)
- 2009 Omen
- 2009 Warrior's Dance
- 2009 Take Me To The Hospital
- 2009 Invaders Must Die EP
- 2015 Nasty

## Koncerty skupiny v Česku
| Datum              | Město          | Místo                  | Akce                                  | Turné                               |
| ------------------ | -------------- | ---------------------- | ------------------------------------- | ----------------------------------- |
| 17. června 1995    | Praha          | Malá sportovní hala    |                                       |                                     |
| 2. listopadu 1996  | Praha          | Výstaviště             | Ballantines Urban High                | Breathe                             |
| 25. dubna 1998     | Praha          | Zimní stadion Eden     |                                       | The Fat Of The Land                 |
| 13. května 2005    | Brno           | Výstaviště, Pavilon Z  | Orion Hall Festival 2005              | Always Outnumbered, Never Outgunned |
| 28. října 2006     | Praha          | Veletržní palác        | Electronic Beats Festival Prague 2006 | Their Law                           |
| 27. listopadu 2009 | Praha          | Tesla Arena            |                                       | Invaders Must Die                   |
| 4. července 2010   | Hradec Králové | Letiště                | Rock for People                       |                                     |
| 4. července 2012   | Hradec Králové | Letiště                | Rock for People                       |                                     |
| 23. srpna 2015     | Trutnov        | Na Bojišti             | Trutnov Open Air Festival             |                                     |
| 16. listopadu 2015 | Praha          | Forum Karlín           |                                       | The Day Is My Enemy                 |
| 5. července 2018   | Hradec Králové | Festivalpark           | Rock for People                       |                                     |
| 7. prosince 2023   | Praha          | Sportovní hala FORTUNA |                                       | Army Of The Ants                    |
| 12. června 2024    | Hradec Králové | Park 360               | Rock for People                       |                                     |